# Тусантан
Тусантан (исп. Tuzantán) — посёлок в Мексике, штат Чьяпас, входит в состав одноимённого муниципалитета и является его административным центром. Численность населения, по данным переписи 2020 года, составила 3536 человек.

## Общие сведения
Название Tuzantán с языка науатль можно перевести как — место гоферов.
В 1524 году регион Соконуско был завоёван конкистадорами во главе с Педро Альварадо.
В 1526 году поселение упоминается в королевской грамоте, как подчинённый испанской короне.
В 1907 году в регион пришла Панамериканская железная дорога и в 5 км к юго-западу от Тусантан была основана железнодорожная станция.